# Ołena Starikowa
Ołena Wiktoriwna Starikowa (ukr. Олена Вікторівна Старікова; ur. 22 kwietnia 1996 w Charkowie) – ukraińska kolarka torowa, srebrna medalistka igrzysk olimpijskich i mistrzostw świata.

## Kariera
Pierwszy sukces w karierze osiągnęła w 2013 roku, kiedy zdobyła srebrny medal w wyścigu na 500 m na torowych mistrzostwach Ukrainy. Na rozgrywanych rok później torowych mistrzostwach Europy juniorów zajęła trzecie miejsce w tej samej konkurencji. Na mistrzostwach Europy U-23 w 2017 roku zdobyła złoto w sprincie indywidualnym i srebro na 500 m. Na mistrzostwach świata w Pruszkowie w 2019 roku zdobyła srebrny medal w wyścigu na 500 m, plasując się między Rosjanką Darją Szmielową i Kaarle McCulloch z Australii. Podczas igrzysk olimpijskich w Tokio zdobyła srebrny medal w sprincie indywidualnym, rozdzielając Kanadyjkę Kelsey Mitchell i Lee Wai Sze z Hongkongu. Na tej samej imprezie była też czwarta w keirinie i ósma w sprincie drużynowym. Ponadto była druga w wyścigu na 500 metrów podczas igrzysk europejskich w Mińsku w 2019 roku.